# Argyrogrammana praestigiosa
Argyrogrammana praestigiosa är en fjärilsart som beskrevs av Hans Ferdinand Emil Julius Stichel 1929. Argyrogrammana praestigiosa ingår i släktet Argyrogrammana och familjen Riodinidae. Inga underarter finns listade i Catalogue of Life.